# Rondeletia saxicola
Rondeletia saxicola là một loài thực vật có hoa trong họ Thiến thảo. Loài này được Britton miêu tả khoa học đầu tiên năm 1912.